# 法喜寺
法喜寺，又称上天竺，始建于后晋天福初年（936年），南宋时期改名为天竺教寺，清乾隆时期赐名法喜寺，于1986年重新对外开放。
法喜寺今建筑多为1986年以来重修。
法喜寺以观音灵验，香火旺而闻名。
法喜寺近年来多为年轻人所喜爱，年轻游客较多。
法喜寺多为杭州本地人节庆时期烧香拜佛的地方，有说法称法喜寺求姻缘很灵验。

## 起源故事
据《咸淳临安志》：“晋天福四年，得奇木刻观音大士像。钱忠懿王梦白衣婦人求治其居，王感悟，即其地建天竺看经院。

## 历史沿革
- 后晋天福初年（936年），僧人道翊创建观音看经院。
- 北宋天圣元年（1023年），有铣和尚在白云峰、狮子峰之间建观音殿。
- 北宋皇祐元年（1049年），宋仁宗将秘典5330卷赐予观音看经院，作为教藏，为此专门建造藏经殿。
- 北宋嘉祐四年（1059年），杭州郡守沈文通将禅寺改为教寺，并命寺僧辩才主持筑室，殿加重檐，宋仁宗亲书“灵感观音院”寺额。
- 南宋淳熙二年（1174年），改院为“灵感观音讲寺”。
- 南宋庆元三年（1197年），灵感观音讲寺改名为“天竺教寺”，评定为教寺“五山之首”。
- 南宋咸淳二年（1266年），天竺教寺被毁。
- 南宋咸淳七年（1271年），寺僧庆思重建天竺教寺。
- 元末时期，天竺教寺又毁。
- 明洪武十五年（1382年），明太祖遂下旨建观音菩萨殿。
- 清乾隆十六年（1751年），清高宗定名为“法喜寺”。
- 1986年，上天竺法喜讲寺重新对外开放

## 主要景点
寺内有一株明代古玉兰，为网红打卡点。

## 宗教活动
2021年9月6日（农历七月三十），杭州上天竺法喜讲寺隆重举行“首届辩才佛学思想”研讨会暨圆诠法师荣膺方丈升座庆典法会。